# NGC 7615
NGC 7615 ist eine Spiralgalaxie vom Hubble-Typ Sb im Sternbild Pegasus am Nordsternhimmel. Sie ist schätzungsweise 143 Millionen Lichtjahre von der Milchstraße entfernt und hat einen Durchmesser von etwa 70.000 Lichtjahren. Vom Sonnensystem aus entfernt sich daie Galaxie mit einer errechneten Radialgeschwindigkeit von näherungsweise 3.000 Kilometern pro Sekunde.
Das Objekt wurde am 16. August 1830 vom britischen Astronomen John Herschel entdeckt.

## Galaktisches Umfeld
| Nr. | Galaxie          | Alternativname          | Rek           | Dek           | Distanz/asec |
| --- | ---------------- | ----------------------- | ------------- | ------------- | ------------ |
| →   | NGC 7615         | LEDA/PGC 71097          | 23h19m54.44s  | +08d23m57.9s  | 0            |
| 1   | LEDA/PGC 1344694 | 2MASX J23193750+0819595 | 23h19m37.51s  | +08d19m59.6s  | 345.87       |
| 2   | NGC 7621         | LEDA/PGC 71129          | 23h20m24.62s  | +08d21m58.7s  | 463.22       |
| 3   | LEDA/PGC 1344674 | NSA 169061              | 23h20m22.67s  | +08d19m55.9s  | 484.03       |
| 4   | LEDA/PGC 1342934 | 2MASX J23194722+0815259 | 23h19m47.21s  | +08d15m26.1s  | 523.17       |
| 5   | NGC 7623         | LEDA/PGC 71132          | 23h20m30.019s | +08d23m44.94s | 527.89       |
| 6   | LEDA/PGC 71085   | UGC 12510               | 23h19m39.27s  | +08d15m53.7s  | 534.55       |
| 7   | LEDA/PGC 71091   | NSA 151147              | 23h19m54.928s | +08d33m38.49s | 580.46       |
| 8   | NGC 7608         | LEDA/PGC 71055          | 23h19m15.33s  | +08d21m00.5s  | 606.79       |
| 9   | LEDA/PGC 214942  | 2MASX J23203797+0823365 | 23h20m37.97s  | +08d23m37.2s  | 646.62       |
| 10  | LEDA/PGC 214942  | 2MASX J23203847+0823324 | 23h20m38.47s  | +08d23m32.4s  | 654.16       |
| 11  | NGC 7612         | LEDA/PGC 71089          | 23h19m44.20s  | +08d34m35.0s  | 654.78       |
| 12  | LEDA/PGC 197668  | 2MASX J23194723+0836109 | 23h19m47.24s  | +08d36m11.0s  | 740.67       |
| 13  | LEDA/PGC 197669  | 2MASX J23194971+0811289 | 23h19m49.72s  | +08d11m28.6s  | 752.27       |
| 14  | NGC 7619         | LEDA/PGC 71121          | 23h20m14.532s | +08d12m22.48s | 756.49       |
| 15  | LEDA/PGC 1350351 | NSA 151158              | 23h20m08.0s   | +08d37m07s    | 814.56       |